# Закон о чипах и науке
Закон о чипах и науке, или же Закон о чипах, Закон о создании полезных стимулов для производства полупроводников для Америки (англ. CHIPS and Science Act, CHIPS Act, CHIPS Plus или Creating Helpful Incentives to Produce Semiconductors for America Act) — федеральный закон США, принятый 117-м Конгрессом США и подписанный 46-м президентом США Джо Байденом 9 августа 2022 года. 
Закон предоставляет 52,7 млрд долларов США на внутренние исследования и стимулирование производства полупроводников в США.

## Положения закона
Законопроект был рассмотрен в условиях глобального дефицита полупроводников и предусматривал предоставление субсидий и налоговых льгот производителям микросхем, работающим в Соединённых Штатах. 
Министерству торговли было предоставлено право выделять средства в зависимости от готовности компаний поддерживать исследования, строить объекты и обучать новых работников. Компаниям запрещено поставлять в Китай и Россию передовые чипы, если они получают субсидии в соответствии с законом.

## Реакция Китая
Официальный представитель МИД КНР Ван Ваньбинь заявил, что «этот документ приведет к нарушениям в глобальных цепочках поставок полупроводников и вызовет беспорядок в международной торговле».